# Іванець-Бистранський
Іванець-Бистранський (хорв. Ivanec Bistranski) — населений пункт у Хорватії, у Загребській жупанії у складі міста Запрешич.

## Населення
Населення за даними перепису 2011 року становило 937 осіб.
Динаміка чисельності населення поселення:

## Клімат
Середня річна температура становить 9,91 °C, середня максимальна – 23,23 °C, а середня мінімальна – -5,48 °C. Середня річна кількість опадів – 1024 мм.
| Клімат поселення                              | Клімат поселення | Клімат поселення | Клімат поселення | Клімат поселення | Клімат поселення | Клімат поселення | Клімат поселення | Клімат поселення | Клімат поселення | Клімат поселення | Клімат поселення | Клімат поселення | Клімат поселення |
| Показник                                      | Січ.             | Лют.             | Бер.             | Квіт.            | Трав.            | Черв.            | Лип.             | Серп.            | Вер.             | Жовт.            | Лист.            | Груд.            |                  |
| Середній максимум, °C                         | 5,51             | 7,08             | 10,98            | 15,25            | 20,06            | 23,23            | 22,65            | 22,14            | 18,22            | 13,59            | 7,71             | 4,46             |                  |
| Середня температура, °C                       | 0,01             | 1,58             | 5,48             | 9,76             | 14,57            | 17,74            | 19,48            | 18,98            | 15,06            | 10,42            | 4,53             | 1,30             |                  |
| Середній мінімум, °C                          | −5,48            | −3,9             | 0,00             | 4,27             | 9,06             | 12,24            | 16,34            | 15,81            | 11,91            | 7,26             | 1,39             | −1,86            |                  |
| Норма опадів, мм                              | 53               | 55               | 69               | 76               | 87               | 112              | 97               | 100              | 101              | 99               | 100              | 75               |                  |
| Середньомісячна швидкість вітру, м/с          | 1.80             | 1.93             | 2.31             | 2.22             | 2.12             | 1.89             | 1.82             | 1.71             | 1.68             | 1.78             | 1.88             | 1.87             |                  |
| Середньомісячна сонячна радіація, кДж/м²·день | 4159             | 6902             | 10471            | 14798            | 18840            | 20639            | 21520            | 18690            | 13881            | 8656             | 4579             | 3381             |                  |
| --------------------------------------------- | ---------------- | ---------------- | ---------------- | ---------------- | ---------------- | ---------------- | ---------------- | ---------------- | ---------------- | ---------------- | ---------------- | ---------------- | ---------------- |
| Джерело:                                      |                  |                  |                  |                  |                  |                  |                  |                  |                  |                  |                  |                  |                  |